# Fiat Albea
El Fiat Albea es un modelo 'World Car' del Proyecto 178 de la Fiat construido en Turquía y Rusia, y está pensado para países en desarrollo en Europa del Este. Se ha producido desde 2002.  
El Fiat Albea es muy similar con el Fiat Siena fabricado en Argentina, Brasil, Venezuela, Polonia, Marruecos, India, África del Sur, Egipto y China. El diseño del coche (Albea y Siena) fue firmado por el italiano Giorgetto Giugiaro. El Albea (dimensiones 4186/1703/1490mm) sin embargo, es más grande que el Siena (dimensiones 4100/1626/1445mm).
En algunos mercados, el coche se vende solamente con un tipo del motor. En Turquía se ofrece con dos motorizaciones (Fire 1.4 8v y Multijet 1.3 16v) y una variante de equipamiento (Albea Sole), mientras que en Rumania, Fiat ha decidido que la mejor estrategia para competir con el Dacia Logan es de ofrecer solamente el motor 1,2 16V (1242cmc, 80HP/5000rpm, 114Nm/4000rpm)
El Albea comenzó a ser fabricado en Rusia en 2007 por Severstal-Auto en la planta ZNA en Náberezhnye Chelny, Tatarstán.

## Galería de fotos

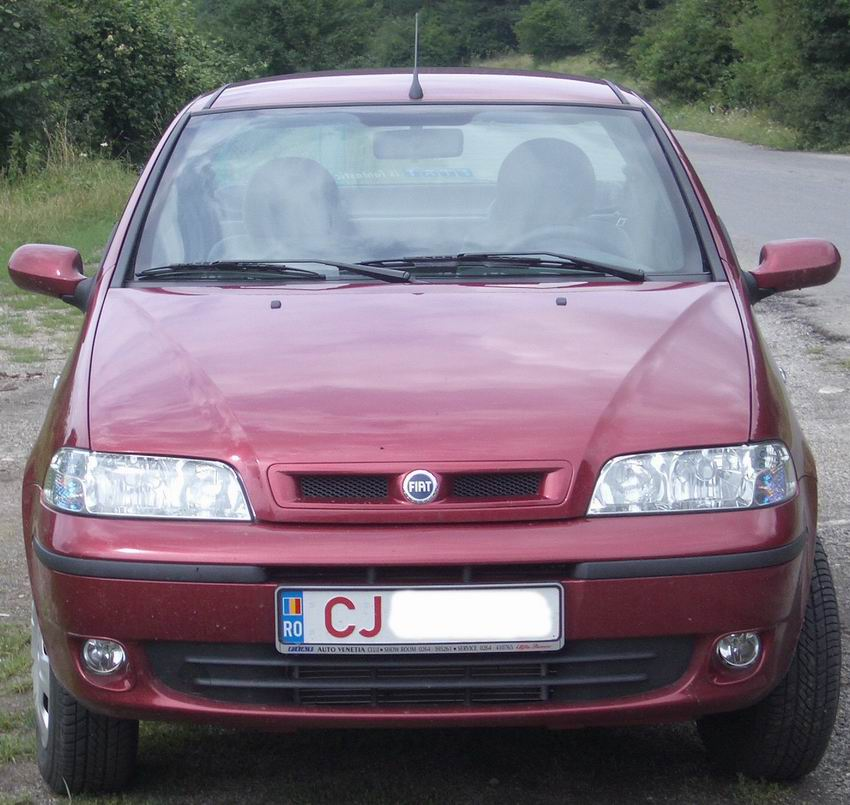
2005 Fiat Albea Star 1.2 16V de Rumania
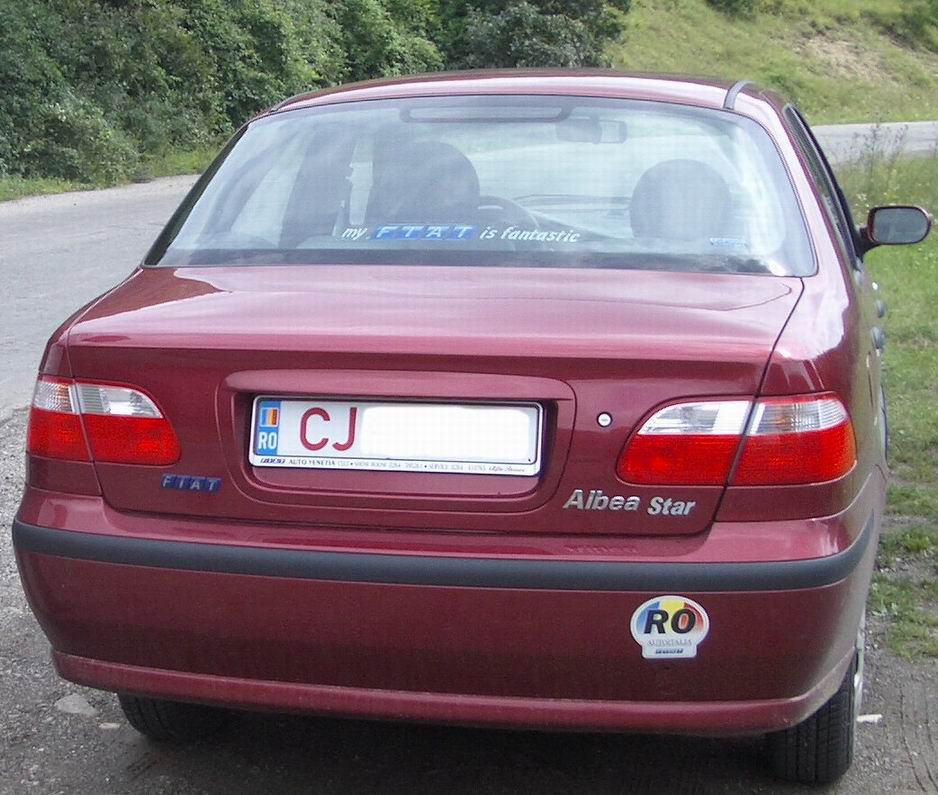
2005 Fiat Albea Star 1.2 16V de Rumania
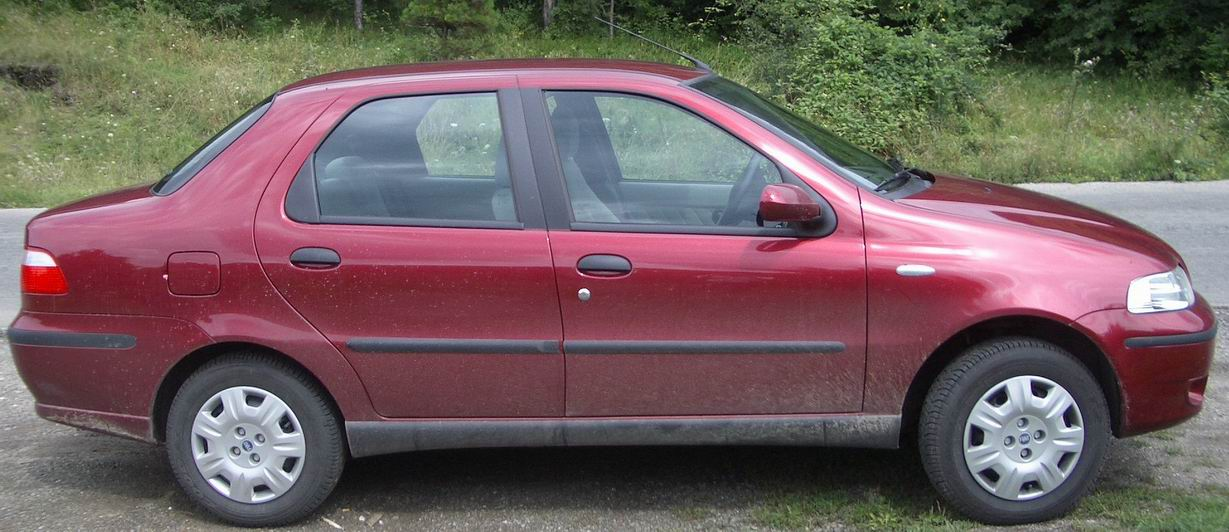
2005 Fiat Albea Star 1.2 16V de Rumania
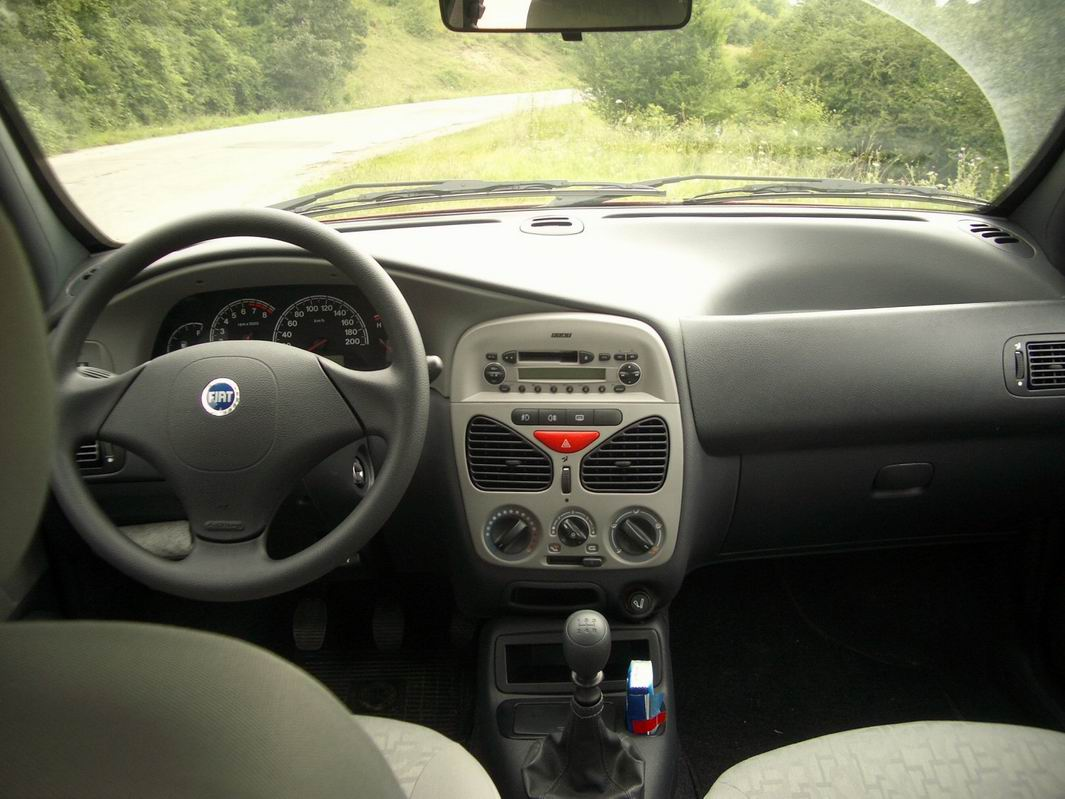
2005 Fiat Albea Star 1.2 16V de Rumania